# Сальвадор дель Солар
Сальвадор Алехандро Хорхе дель Солар Лабарте (ісп. Salvador Alejandro Jorge del Solar Labarthe; нар. 1 травня 1970, Ліма) — перуанський політик, юрист і актор телебачення, театру та кіно. Прем'єр-міністр Перу з 11 березня 2019 — 30 вересня 2019. Міністр культури Перу з 2016 по 2017 рік.

## Біографія
Його прапрадід, Педро Алехандріно дель Солар, був президентом Ради міністрів і віце-президентом Перу. Він вивчав право в Папському католицькому університеті Перу, відвідував акторські курси. Він також вивчав міжнародні відносини в Сіракузькому університеті (США). Запрошений дослідник в Центрі латиноамериканських досліджень ім. Девіда Рокфеллера при Гарвардському університеті (2018—2019).
Знімався в таких фільмах, як «Сексназ капітана Пантохи» (2000), «Передай привіт дияволу від мене» (2011) і «Зниклий слон» (2014). У 2012 році — член журі 16-го кінофестивалю в Лімі. У 2015 році він дебютував в якості режисера з фільмом «Магальянес».